# 道の駅こぶちさわ
道の駅こぶちさわ（みちのえき こぶちさわ）は、山梨県北杜市小淵沢町にある山梨県道11号北杜富士見線の道の駅である。
2015年1月に重点道の駅候補に選定された。

## 施設
温泉宿泊施設である「スパティオ小淵沢（延命の湯）」と菓子店である「シャトレーゼ八ヶ岳小淵沢店」を併設している。
- 駐車場
  - 普通車45台
  - 大型車8台
  - 身体障害者用4台
  - EV急速充電器
- トイレ
  - 男：大 3器（2器）、小 4器（3器）
  - 女：4器（3器）
  - 身障者用：3器（2器）

※（）内は、24時間利用可能
- 北杜市観光案内所
- 公衆電話
- 無料休憩室
- インフォメーションカウンター
- レストラン
- 特産物販売所
- 足湯 昼のみ。冬期は閉鎖。
- イタリアンレストラン・ロトンド小淵沢 - 東京・広尾のレストラン「ロトンド」の2号店
- 山のパン屋　桑の実
- ジャム工房　夢の木
- 体験施設
  - パン工房
  - ジャム工房
  - そば打ち体験工房
- バス停(バスで駅から約10分)
  - 北杜市民バス「道の駅こぶちざわ」、「スパティオ小淵沢」バス停
  - 鉢巻リゾートバスハッピー号（運行：山交タウンコーチ） 「スパティオ小淵沢（道の駅こぶちさわ）」バス停

## 道路
- 山梨県道11号北杜富士見線

## 周辺
- 中央自動車道 小淵沢IC
- 長野県道・山梨県道17号茅野北杜韮崎線
- 小淵沢駅
- 八ヶ岳リゾートアウトレット
- 小淵沢カントリークラブ
- 山梨県立八ヶ岳牧場
- 山梨県馬術競技場
- 山梨県立八ヶ岳スケートセンター
- 八ヶ岳ポニーユースホステル
- 帝京第三高等学校
- 身曾岐神社